# Marc Maron
Marcus David Maron, detto Marc (Jersey City, 27 settembre 1963), è un cabarettista, scrittore e attore statunitense.

## Biografia
Negli anni 1990 e 2000, è stato un ospite frequente al Late Show con David Letterman ed è apparso più di quaranta volte in Late Night con Conan O'Brien, più di ogni altro cabarettista. Dal 1993 al 1994 ha sostituito John Stewart nella trasmissione Short Attention Span Theater del canale televisivo Comedy Central. È stato anche ospite regolare di Tough Crowd con Colin Quinn e ha condotto la versione statunitense del 2002 del gioco britannico Never Mind the Buzzcocks su VH1. È stato regolarmente presente sulla rete radio di sinistra Air Americadal, 2004 al 2009, come conduttore in The Marc Maron Show e co-conduttore in Morning Sedition e Breakroom Live.
Nel settembre 2009, subito dopo l'annullamento di Breakroom Live, Maron ha iniziato a condurre il podcast bisettimanale WTF con Marc Maron, dove intervistava comici, autori, musicisti e celebrità nel suo garage a Highland Park, Los Angeles, California. I momenti salienti comprendono un episodio del 2010, con Louis CK, che è stato valutato l'episodio podcast numero 1 di tutti i tempi dalla rivista Slate, un'intervista del 2012 con il comico Todd Glass nella quale questi rivelò pubblicamente di essere gay, e un'intervista del 2015 con il presidente Barack Obama.
Dal 2013 al 2016, ha recitato nella sua serie comica televisiva IFC, Maron, per la quale ha anche lavorato come produttore esecutivo e scrittore occasionale. Dal 2017 ha recitato nella serie comica di Netflix GLOW e dal 2016 al 2019 sempre su Netflix nella serie Easy.

## Filmografia parziale

### Cinema
- Who's the Caboose?, regia di Sam Seder (1997)
- Los enchiladas!, regia di Mitch Hedberg (1999)
- Quasi famosi (Almost Famous), regia di Cameron Crowe (2000)
- Sleepwalk with Me, regia di Mike Birbiglia e Seth Barrish (2012)
- Get a Job, regia di Dylan Kidd (2016)
- Flock of Dudes, regia di Bob Castrone (2016)
- Mike & Dave - Un matrimonio da sballo (Mike and Dave Need Wedding Dates), regia di Jake Szymanski (2016)
- Sword of Trust, regia di Lynn Shelton (2019)
- Joker, regia di Todd Phillips (2019)
- Worth - Il patto (Worth), regia di Sara Colangelo (2020)
- Stardust - David prima di Bowie (Stardust), regia di Gabriel Range (2020)
- Spenser Confidential, regia di Peter Berg (2020)
- Respect, regia di Liesl Tommy (2021)
- To Leslie, regia di Michael Morris (2022)
- Troppo cattivi (The Bad Boys), regia di Pierre Perifel (2022) – voce
- DC League of Super-Pets, regia di Jared Stern (2022) – voce
- Genie, regia di Sam Boyd (2023)
- The Order, regia di Justin Kurzel (2024)
- Springsteen - Liberami dal nulla (Springsteen: Deliver Me From Nowhere), regia di Scott Cooper (2025)

### Televisione
- Sharknado 3 (Sharknado 3: Oh Hell No!), regia di Anthony C. Ferrante – film TV (2015)
- Maron – serie TV, 51 episodi (2013-2016)
- Harvey Beaks – serie animata, 15 episodi (2015-2016) – voce
- Easy – serie TV, episodi 1x05-2x05-3x06 (2016-2017, 2019)
- GLOW – serie TV, 28 episodi (2017-2019)

## Doppiatori italiani
- Massimo De Ambrosis in GLOW, Respect, To Leslie
- Teo Bellia in Stardust - David prima di Bowie, Genie
- Marco Baroni in Mike & Dave - Un matrimonio da sballo
- Enrico Di Troia in Easy
- Paolo Triestino in Joker
- Stefano Thermes in Spenser Confidential
- Franco Mannella in The Order

Da doppiatore è stato sostituito da:
- Edoardo Ferrario in Troppo cattivi, Troppo cattivi - Frottole e scuse, Troppo cattivi 2
- Luca Ghignone in Harvey Beaks
- Massimo Lodolo in DC League of Super-Pets